# Médine (province)
Pour les articles homonymes, voir Médine (homonymie).
La province de Médine (en arabe : المدينة المنورة, el-Medina al-Mounawwara) est une province d'Arabie saoudite. Elle tire son nom de sa capitale Médine. Son gouverneur est Salmane ben Sultan Al Saoud (en).

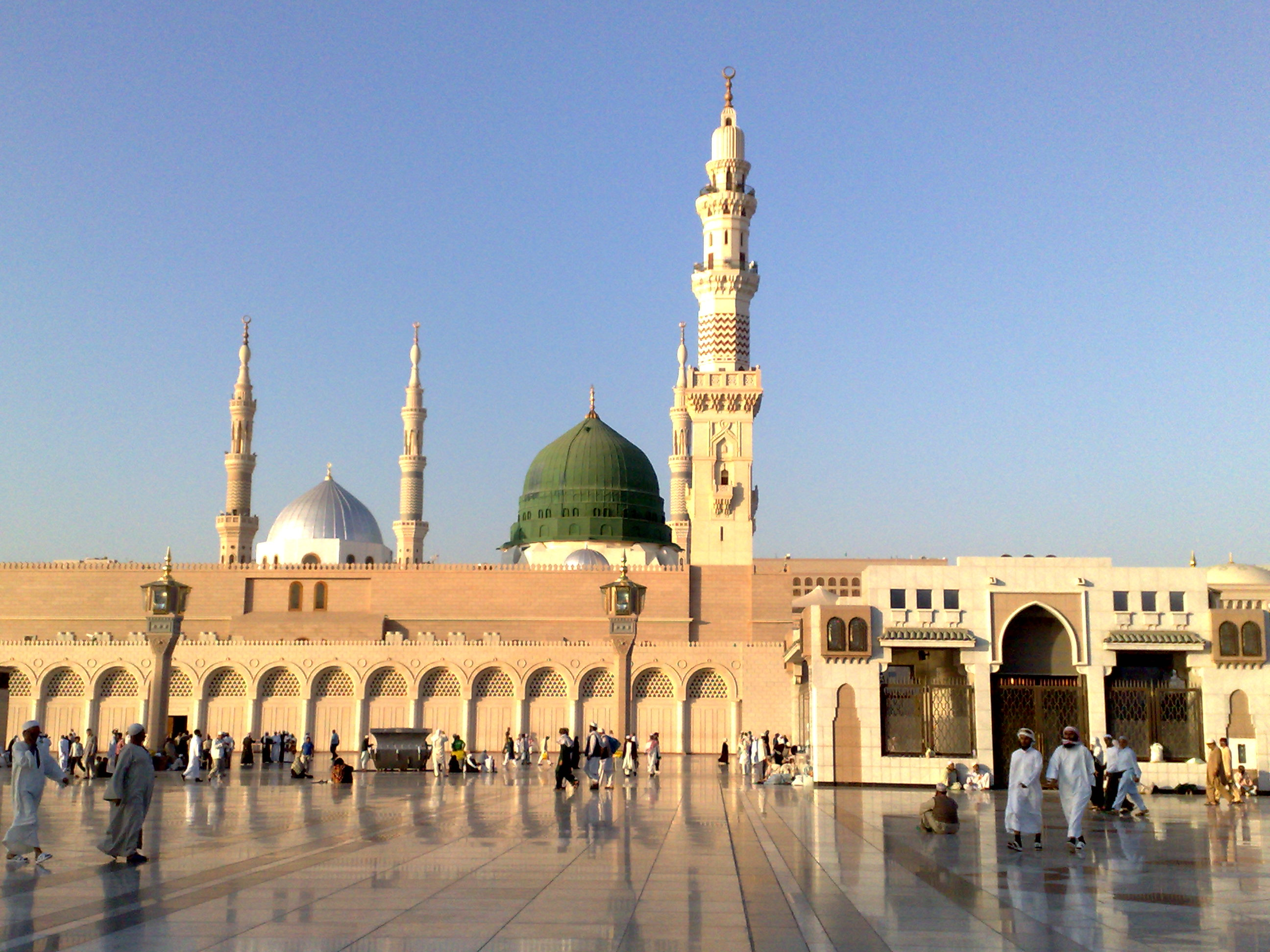
Mosquée Nanbu à Médine, 2016

## Villes et gouvernorats
Les villes importantes de la province sont :
| nom                  | (arabe)      | population |
| -------------------- | ------------ | ---------- |
| Médine ou Al-Madīnah | (المدينة)    | 995 619    |
| Yanbu Al Bah(a)r     | (ينبع البحر) | 249 797    |
| Badr Hunayn          |              | 58 088     |
| Al-'Ula              |              | 57 495     |
| Mahd Al Thahab       |              | 53 687     |
| Al Hunakiyal         |              | 52 549     |
| Khaybar              | رابغ)        | 45 489     |

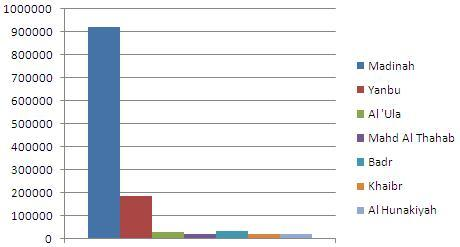
2009 Population in major cities in Madinah Province.

La capitale provinciale est la ville sacrée de  Al-Madinah (ou Médine).
Le gouvernorat de Al 'Ula, dans l'Harrat al Uwairidh, dans le nord montagneux, est célèbre pour le site antique de Mada'in Saleh.
Le gouvernorat de Khaybar, également au nord, dans le Harrat Khaybar, a comme chef-lieu Ash Shurayf.
La zone côtière constitue le gouvernorat de Yanbu 'al Bahr, dont la principale activité est la ville industrielle nouvelle de Yanbu al Sinaiyah.
Le gouvernorat de Badr Hunayn gère la zone côtière autour de Ra'is, au sud ouest.
Le gouvernorat de Mahd adh Dhahab, au sud est, est complètement enclavé.

## Gouverneurs
- Ibn Abdul-Majeed Abdul-Aziz (1986-1999),
- Muqrin bin Abdul-Aziz (1999-2005),
- Abdul-Aziz bin Majid (2005-2013) [2]
- Faycal ben Salman ben Abdelaziz Al Saoud (en) (2013-2023)
- Salmane ben Sultan Al Saoud (en) (depuis 2023)